# Diplonevra evanescens
Diplonevra evanescens är en tvåvingeart som beskrevs av Charles Thomas Brues 1936. Diplonevra evanescens ingår i släktet Diplonevra och familjen puckelflugor.
Artens utbredningsområde är Filippinerna. Inga underarter finns listade i Catalogue of Life.